# نيل أوليفر (مؤرخ)
نيل أوليفر (بالإنجليزية: Neil Oliver)‏ هو مؤرخ بريطاني، ولد في 2 مارس 1967 في Renfrewshire ‏ في المملكة المتحدة.

## وصلات خارجية
- الموقع الرسمي
- نيل أوليفر على موقع IMDb (الإنجليزية)
- نيل أوليفر على موقع قاعدة بيانات الفيلم (الإنجليزية)